# Скално-култов комплекс Божи мост
Скално-култов комплекс Божи мост се намира в землището на Дрангово, ( област Кърджали). Комплексът е наречен на едноименното доминиращо естествено скално образувание намиращо се в посока югоизток от селото.

## Описание и особености
Божи мост е естествено природно скално образувание, което в основата си има кръгъл отвор, с диаметър около 25 m. и образува своеобразна скална дъга, висока 15 m. Геолозите предполагат, че скалното образувание в древността е представлявало голяма скална ниша, на която двустранно е пропаднала козирката – аналогичен на този процес се наблюдава в мраморите на рида Чренатица, вследствие на който са се образували Чудните мостове.
Под западната стъпка на Божи мост се намира пещера-утроба, в която археолозите са открили следи от обитаване, датирано в епохата на Енеолита. Човешките следи са най-видими по загладените стени на елипсовидната пещера-утроба, където височината на куполовидния таван нараства от нивото пода в основата и стига до височина от 1,85 m в центъра на купола. Под най-високата точка на скалния таван, на хоризонталния скален под е изкопана яма с обърната конична форма дълбока 0,80 m, с диаметър от 0,75 m при отвора и 0,35 m в основата.
Под свода на „Божи мост“ централно място заема грубо оформен каменен трон, който е използван в свещенодействията при култовото място. Според българския археолог Никола Дамянов в мистериална обредност на това място са били включени безспорно както близкия „свещен извор“, така и десетките скални всичания, различни по своята форма и големина – дупки, канали, стъпала, улеи и др., издълбани в скалния венец, увенчаващ скалното образувание от юг и запад.
На изток в далечината острият скалист връх Големият Тулпан бележи изгрева на слънцето (място на ежеднвената богопоява), където е разположено друго скално светилище, безспорно свързано със Скално-култовия комплекс при Божи мост.